# Bossou
Bossou ist ein Ort westlich der Nimbaberge und eine Unterpräfektur im Südosten des westafrikanischen Landes Guinea, nur wenige Kilometer entfernt vom Dreiländereck mit Liberia und der Elfenbeinküste. In der Unterpräfektur befindet sich das Naturschutzgebiet Nimba-Berge.

## Population
Der Ort Bossou hat etwa 2500 Einwohner. Überregionale Bekanntheit hat insbesondere die in Bossou gelegene Schimpansen-Forschungseinrichtung.